# Нилл, Ноэль
Ноэль Дарлин Нилл (англ. Noel Darleen Neill; 25 ноября 1920 — 3 июля 2016) — американская актриса. 

## Биография
Родилась в Миннеаполисе, штат Миннесота, в семье журналиста Дэвида Нила и его супруги, театральной танцовщицы. В юности работала в качестве модели, достигнув большого успеха в качестве девушки пин-ап в годы Второй Мировой войны. Впервые на киноэкранах Нилл появилась в эпизодической роли в 1942 году, а полноценную карьеру в кино начала в 1944 году, после подписания контракта с «Paramount Pictures».
Наибольшую известность ей принесла роль Лоис Лейн в фильме «Супермен» (1948) и «Атомный Человек против Супермена» (1950), а также телесериале 1950-х годов «Приключения Супермена». На протяжении десятилетий Нилл появилась в различных постановках франшизы о Супермене, часто играя родственников одного из главных героев, в том числе в фильме 1978 года «Супермен», в телесериалах «Супермальчик» и «Лоис и Кларк: Новые приключения Супермена», и в фильме 2006 года «Возвращение Супермена». 15 июня 2010 года в городе Метрополис, который считается «официальным домом Супермена», открыли памятник Лоис Лейн, прототипом для образа которой выступила Ноэль Нилл.
С 1943 года актриса была замужем за голливудским визажистом Гарольде Лирли, который скончался в 1994 году. 